# Тайвански серау
Тайвански серау (Capricornis swinhoei) е вид бозайник от семейство Кухороги (Bovidae).

## Разпространение и местообитание
Видът е ендемичен за остров Тайван.